# Valentin (Papst)
Valentin († 16. September 827) war im Jahr 827 kurzzeitig Papst.

## Leben

### Herkunft und kirchliche Laufbahn
Er wurde in Rom geboren und wuchs vermutlich im Via-Lata-Distrikt auf. Er war der Sohn eines römischen Adeligen namens Leonius. Im Liber Pontificalis wird betont, wie fromm und integer Valentin gewesen sei und dass ihn deshalb Papst Paschalis I. als jungen Priester zum Archidiakon des römischen Diakonats ernannt habe. Von diesem wurde er 820 zum Kardinal ernannt. Diese einflussreiche Position behielt er auch unter Eugen II.

### Pontifikat
Nach dessen Tod (27. August 827) wurde Valentin vermutlich am darauffolgenden Sonntag einstimmig zum neuen Papst gewählt. Von seiner kurzen Amtszeit ist nichts bekannt, noch nicht einmal die genaue Dauer. Sie liegt wohl bei circa einem Monat.
Die Teilnahme des römischen Adels an der Wahl von Valentin, selbst Mitglied des römischen Adels, zeigt den steigenden Einfluss der Nobilität auf die päpstliche Wahl. Während das Laterankonzil von 769 unter Stephan III. die Wahl als alleinige Aufgabe des Klerus bezeichnete, hob das Pactum Ludovicianum durch Paschalis I. dies wieder auf und garantierte die Beteiligung der Laien-Nobilität in Papstwahlen.